# Rui'an
Rui'an (chinois : 瑞安市 ; pinyin : Ruì'ān shì) est une ville-district de la province du Zhejiang en Chine. Elle est placée sous la juridiction administrative de la ville-préfecture de Wenzhou.

## Démographie
La population du district était de 1 183 627 habitants en 1999.

## Transport
La gare de Rui'an (zh) est située dans le quartier de Feiyun (zh), elle est sur la ligne Wenzhou–Fuzhou.
Le district sera traversé par la ligne S2 du métro de Wenzhou.